# Harvester
Harvester è un'avventura grafica punta e clicca in FMV scritta e diretta da Gilbert P. Austin conosciuta per il suo contenuto violento e per la particolare analisi sulla correlazione tra la violenza nei media e quella reale.

## Trama
Il protagonista del gioco, Steve Mason, si risveglia senza memoria nel 1953 in una strana cittadina americana chiamata Harvest. La città è abitata da persone che si comportano in maniera insolita o stereotipata e che continuano a ripetere a Steve che dovrebbe iscriversi alla Loggia dell'Ordine della Luna del Raccolto, la cui enorme sede occupa il centro della cittadina. Steve scopre anche che è promesso sposo ad una ragazza, Stephanie, che si comporta in maniera diversa rispetto a tutti gli altri abitanti della città e con la quale stringe fin da subito un rapporto molto stretto che culminerà con lo sbocciare di un amore reciproco tra i due.
Capendo che non c'è modo di uscire dalla città, il protagonista decide di unirsi alla Loggia, sperando di ottenere delle risposte, e viene spinto dal Sergente d'Armi della Loggia a compiere atti vandalici sempre più gravi per assicurarsi l'ingresso nell'Ordine. Una volta compiuti tutti i compiti assegnatigli, nell'ultimo giorno della sua iniziazione Steve va a trovare Stephanie, ma scopre che ella è scomparsa e nella sua stanza trova solo un teschio con attaccata ancora la colonna vertebrale, che vale come invito del Sergente alla Loggia. Dopo averla portata al Sergente d'Armi come richiestogli, gli viene garantito l'ingresso nella Loggia, la quale è divisa in tre piani chiamati "Templi", i quali servono da parodie distorte di luoghi civili del mondo reale, tra cui un salotto con una famiglia massacrata e una cucina dove un cuoco cucina carne umana. Per avanzare, Steve è costretto ad accettare le sfide dei presenti alla Loggia e uccidere prima mostri e poi uomini; in tal modo supererà varie "lezioni" che invertono la moralità tradizionale, tra cui la futilità degli anziani (dimostrata dalla morte di due vecchietti indifesi), l'inutilità della carità e i benefici della vanità e della lussuria.
Giunto in fondo alla Loggia, Steve trova il Sergente d'Armi e Stephanie, collegata a un macchinario che le infliggeva dolore ogni volta che il ragazzo saliva un piano. Il Sergente spiega al protagonista che Harvest è una simulazione creata da un gruppo di scienziati negli anni '90 per trasformare gli umani in serial killer; sia Steve e Stephanie sono le uniche due persone reali di tutta la simulazione, e tutto quanto ha dovuto passare Steve è servito per portarlo sulla strada della vita del serial killer. Con ciò, il Sergente d'Armi lascia scegliere al protagonista se sposare la ragazza e vivere con lei nella simulazione, che terminerà con il loro decesso per morte cerebrale, oppure ucciderla e tornare nel mondo reale, dove diventerà un serial killer.

## Cast
- Kurt Kistler: Steve Mason
  - Ryan Wickerham è il doppiatore di Steve
- Lisa Cangelosi: Stephanie
- Kevin Obregon: Sergente D'Armi / Tecnico #1
  - Ryan Wickerham è il doppiatore del Sergente d'Armi
- Mary Allen: Mamma / Sig.ra Pottsdam / Mamme del PTA
- Gilbert P. Austin: Mr. Moynahan
- Nelson Knight: Sceriffo Dwayne
- Bob Cawley: Mr. Johnson
- Graham Teschke: Col. Buster Monroe
- Tracy Odell: Oscura Donna Esotica
- Mike Napodano: Uomo dei Cartelloni / Tecnico #2
- Michael Napodano Jr.: Baby Sister
- Tim Higgins: Maestro degli Scacchi
- Rheagan Wallace: Karin
- Roxanne Lovseth : Edna Fitzpatrick
- Travis Miller: Signor Pottsdam
- Tom Lima: Kewpie
- Christopher Ammons: Jimmy James
- Charles Beecham: Direttore dell'Ufficio Postale Boyle
- Jack Irons: Gran Poobah

## Modalità di Gioco
Il gioco è un'avventura grafica punta e clicca nella quale il giocatore può muovere il protagonista e interagire con gli oggetti presenti sullo schermo cliccando col mouse sul fondale. Gli oggetti raccolti possono essere combinati fra di loro per risolvere vari i puzzle che sarà chiamato ad affrontare. Il protagonista può equipaggiare armi bianche e da fuoco che possono essere usate cliccando sullo schermo. Ogni NPC del gioco può essere ucciso dal giocatore ed ogni sua azione del protagonista cambia il modo in cui i cittadini di Harvest si rapportano con lui.

## Sviluppo e controversie
Harvester è stato presentato al pubblico durante il Consumer Electronics Show (CES) nel gennaio del 1994 a Las Vegas. Anche se Austin era stato pagato solo come scrittore, continuò a sovraintendere gratis anche le riprese perché il progetto non deviasse dalla sua idea originale. Austin lasciò il produttore Lee Jacobson a sovraintendere la parte di programmazione che durò due anni, posticipando l'uscita del gioco e risultando così in un insuccesso commerciale.
La scena in cui dei bambini si nutrono della carne della loro madre ancora viva è stata censurata in Europa e la distribuzione del gioco è stata vietata in Germania.